# Kattenbusch (Radevormwald)
Kattenbusch ist eine Ortschaft in Radevormwald im Oberbergischen Kreis im nordrhein-westfälischen Regierungsbezirk Köln in Deutschland.

## Lage und Beschreibung

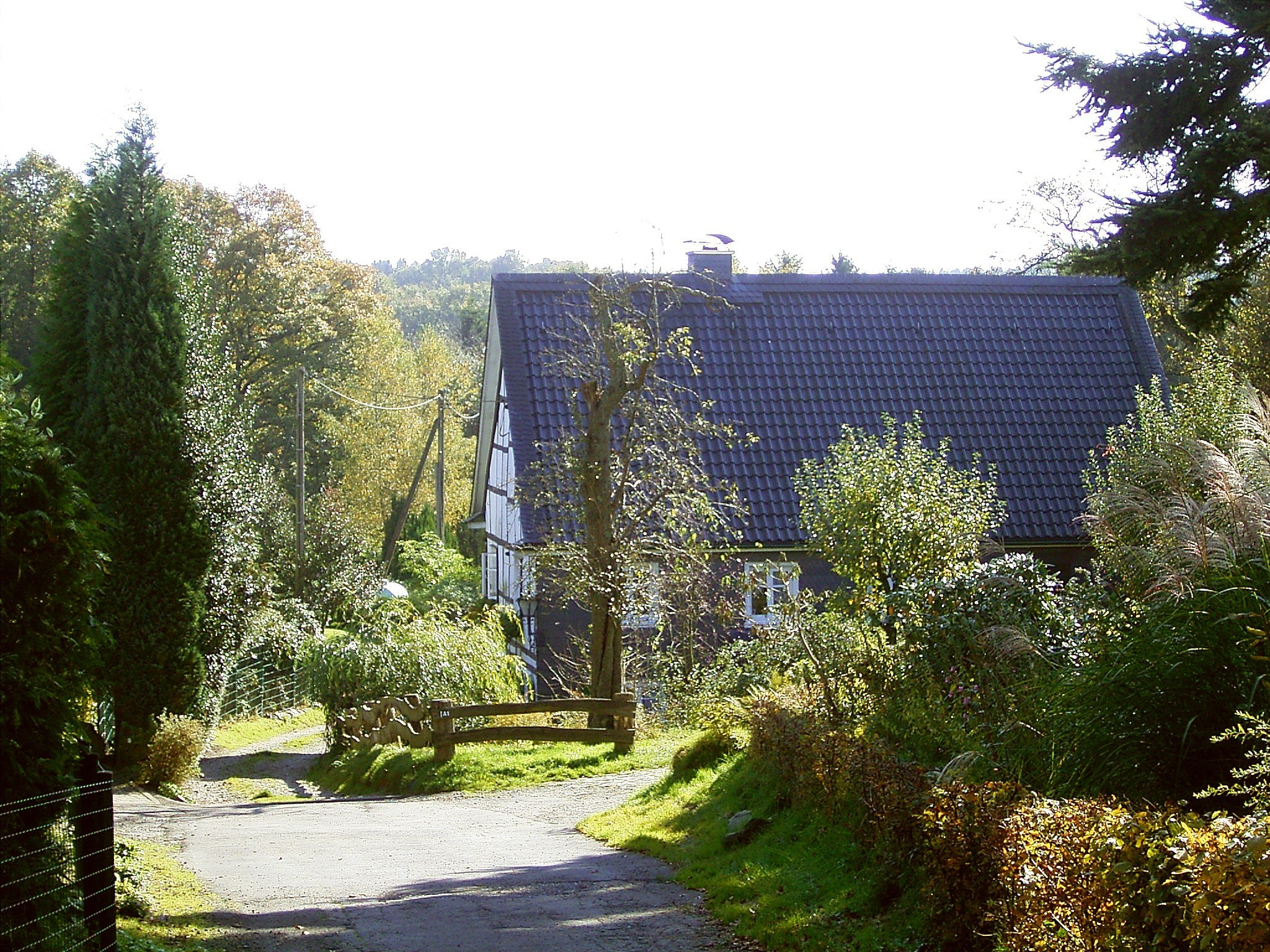
Eines der Häuser in Kattenbusch

Kattenbusch liegt südlich des Radevormwalder Stadtzentrums. Kattenbusch ist von der Bundesstraße 229 über die Ispingrader Straße zu erreichen. Nachbarorte sind Radevormwald, Kaffeekanne, Ispingrade und Sieplenbusch.
Im Ort entspringt ein Zulauf des südlich der Ortschaft fließenden Wiebachs, eines Nebenbachs der Wupper.

## Geschichte
1715 ist der Ort als „Cattenbusch“ in der Topographia Ducatus Montani verzeichnet. In der Topographischen Aufnahme der Rheinlande von 1825 ist der Ort unter dem Namen „Katzenbusch“ eingezeichnet. Jüngere topografischen Karten zeigen noch bis zu der Ausgabe des Jahres 1962 eine Ortslage außerhalb der Stadt. 1969 war die Bebauung der Stadt Radevormwald bereits bis an die Ortsgrenzen von Kattenbusch herangewachsen.

## Wanderwege
Der Ortsrundwanderweg A1 führt durch die Ortschaft Kattenbusch.